# Steyerberg
Steyerberg est une commune allemande de l'arrondissement de Nienburg/Weser, Land de Basse-Saxe.

## Géographie
Steyerberg se trouve au bord de la Weser et est traversée par la Große Aue.
| Sulingen  | Borstel/Maasen | Pennigsehl/Estorf  |
| Kirchdorf | Steyerberg     | Liebenau           |
| Kirchdorf | Stolzenau      | Uchte/Landesbergen |

La commune comprend les quartiers de Bruchhagen, Deblinghausen, Düdinghausen, Sarninghausen, Sehnsen, Steyerberg, Voigtei et Wellie.

## Histoire
Steyerberg est mentionné pour la première fois en 1259. Il y a alors un château-fort construit pour protéger le comté de Hoya contre la principauté épiscopale de Minden. Les deux territoires revendiquent la propriété. Avec la création d'un château sur le Knappenberg, les comtes de Hoya se disent souverains. Après l'extinction des Hoya, il revient en 1582 au duché de Brunswick-Lunebourg. De 1549 à 1766, une branche de la maison de Münchhausen, sénéchal, a son siège à Steyerberg.
Pendant la guerre de Trente Ans le bourg est pillé et incendié en 1625 et 1636.
En 1800, elle est occupée par les troupes de Bonaparte.
Entre 1939 et 1945, près de la commune se trouve la plus grande usine de munitions de l'entreprise Eibia. À la fin de la Seconde Guerre mondiale, le site est découvert par les troupes britanniques, alertées par l'explosion dans la ville d'un train transportant des munitions.

## Personnalités liées à la commune
- Hilmar von Münchhausen (1512-1573), mercenaire.
- Statius von Münchhausen (1555-163), homme d'affaires.
- Ernst Friedrich Bouchholtz (1718-1790), juriste.
- Margrit Kennedy (1939-2013), architecte et écologiste.

## Source, notes et références
- (de) Cet article est partiellement ou en totalité issu de l’article de Wikipédia en allemand intitulé « Steyerberg » (voir la liste des auteurs).